# Duncan Hales
Duncan Hales (Dannevirke, Nueva Zelanda, 22 de noviembre de 1947-Reino Unido, 8 de enero de 2024) fue un jugador de rugby neozelandés que jugó en la posición de wing.

## Carrera

### Club
| Periodo | Club           |
| ------- | -------------- |
| 1971-73 | Canterbury RFU |
| 1974    | Hawke's Bay RU |
| 1975-77 | Manawatu RFU   |

### Selección nacional
Jugó par Nueva Zelanda en 27 ocasiones de 1973 a 1974.

## Logros
- Ranfurly Shield (1): 1972-73